# 舌骨會厭韌帶
舌骨會厭韌帶（hyoepiglottic ligament）是連接會厭的前表面與舌骨的主體上邊界之彈性韌帶。用羅伯特·雷諾茲·麥金塔喉鏡葉片進行直接喉鏡檢查在臨床上是個重要的程序；將喉鏡的葉片尖端放置在會厭谷中並向前移動，如此的運作會導致"舌骨會厭韌帶"拉動會厭向前，且因此暴露出声门。